# 真城杏

真城杏（日语：ましろ杏，1990年1月23日—），出身於神奈川縣的AV女優。身高163cm，三圍是B103（J罩杯）、W60、H98。所屬事務所是LINX。
興趣是看電影（最喜歡的電影是キル・ビル）和料理，擅長英語會話。

## 個人簡歷
在AV出道前她生活在鄉下。18歲的時候與其他高中的學生進行初體驗。
成為AV女優的原因是因為自己也喜歡看AV。2009年6月發表首部印象影片，同年9月以kawaii*的專屬女優身分在AV界出道。
2011年4月成為Premium的專屬女優。同年12月7日演出最後一部作品，之後宣布引退。
2017年8月恢復AV活動。之後的所屬事務所是LINX（舊的 マークスグループ）。
出道前常扮演姊姊的角色，之後則多演出人妻系角色。

## 外部連結
- 真城杏的X（前Twitter）（2017年8月2日 - ）
- ましろ杏 オフィシャルブログ （页面存档备份，存于） - 官方部落格 (2009年4月14日 - )
- ましろ杏 （页面存档备份，存于） - Team LINX